# Karangjati (Bergas)
Karangjati is een bestuurslaag in het regentschap Semarang van de provincie Midden-Java, Indonesië. Karangjati telt 10.552 inwoners (volkstelling 2010).